# Notation de Porto
La notation de Porto est un système de notation utilisé pour décrire la géométrie d'une expérience de spectroscopie Raman (ou Brillouin),. Son nom fait référence au physicien brésilien Sergio Porto qui l'a introduite pour la première fois en 1966 dans un article sur le spectre Raman de l'oxyde de zinc. 
Dans une expérience de spectroscopie Raman, on envoie un faisceau laser sur un échantillon et on analyse le spectre du faisceau diffusé dans une direction donnée. Avec la notation de Porto, la géométrie d'une telle expérience sera notée {\displaystyle a(bc)d} avec :
- {\displaystyle a} : direction de propagation du laser incident
- {\displaystyle b} : direction de polarisation du laser incident
- {\displaystyle c} : direction de polarisation du faisceau analysé
- {\displaystyle d} : direction de propagation du faisceau analysé

Pour une géométrie en rétrodiffusion, on utilise le surlignement pour signifier que les faisceaux incident et analysé ont même direction mais des sens opposés : {\displaystyle a(bc){\overline {a}}}. Pour une géométrie en diffusion vers l'avant, on utilise un tilde pour rappeler que les faisceaux incident et analysé n'ont qu'approximativement la même direction et le même sens : {\displaystyle a(bc){\tilde {a}}}.
Ces différentes directions sont données dans un repère à préciser, en général choisi de manière à coïncider avec les axes du cristal ou du milieu analysé, afin que les règles de sélection de l'expérience puisse s'en déduire facilement.